# YIFY
YIFY Torrents ou YTS é um grupo de versões ponto a ponto conhecido por distribuir um grande número de filmes como downloads gratuitos através do BitTorrent . Os lançamentos do YIFY foram caracterizados por sua qualidade de vídeo HD em um tamanho pequeno de arquivo, o que atraiu muitos downloaders. O site original do YIFY / YTS foi fechado pela MPAA em 2015; no entanto, um site que imita a marca YIFY / YTS ainda ganha uma quantidade significativa de tráfego. ' YIFY ' é derivado do nome do fundador do site, Yif tach Swer y . 

## História
O YIFY Torrents foi fundado por Yiftach Swery em 2010, enquanto estudava ciência da computação na Universidade de Waikato .  Yiftach é desenvolvedor de aplicativos, desenvolvedor web e campeão de arco e flecha de Auckland, Nova Zelândia .   Os primeiros lançamentos de filmes YIFY foram o resultado de Yiftach experimentar o codec de vídeo x264 para codificar filmes em HD de uma maneira que ocupava o mínimo de espaço possível no disco rígido, que foi carregado no The Pirate Bay .   Inicialmente, antes de a codificação ser automatizada em 2014, as primeiras versões do YIFY eram codificadas em um laptop de dez anos sentado em seu quarto.  Em agosto de 2011, a marca YIFY estava ganhando tráfego suficiente para garantir o lançamento de um site oficial da YIFY Torrents. O site foi bloqueado pelos ISPs no Reino Unido em 14 de dezembro de 2013, portanto, um domínio espelho yify-torrents.im foi lançado para ajudar os usuários a contornar o bloqueio. 
O nome YIFY continuou a gerar tração, a ponto de em 2013, 'YIFY' ser o termo mais pesquisado nos Kickass Torrents, junto com outros termos de pesquisa relacionados, como 'yify 720p', 'yify 2013' e 'yify 1080p'.  Essa popularidade foi mantida até 2015, onde foi novamente o termo mais pesquisado nos sites BitTorrent.  Em uma entrevista de 2013 com o TorrentFreak, YIFY atribuiu o sucesso dos lançamentos de seu grupo à consistência das informações e das capas dos filmes, bem como aos pequenos tamanhos de arquivo, que facilitam a acessibilidade. 
Em janeiro de 2014, Yiftach anunciou que estava se aposentando da codificação e upload, mencionando que era 'hora de mudar' em sua vida. O site foi renomeado para YTS e mudou-se para um novo nome de domínio no YTS. RE . O gerenciamento e a codificação foram entregues à equipe existente de funcionários. O trabalho de codificação e upload foi atribuído a "OTTO", apelido para o sistema automatizado no qual o YTS seria executado até o final da operação.  YTS é uma abreviação de YIFY Torrent Solutions. 
Todo o site foi reprogramado no back - end e redesenhado no front - end em fevereiro de 2015, pois estava lidando com um número crescente de problemas técnicos devido a um número crescente de visitantes (aproximadamente um milhão de visitantes únicos por dia, na época ) 
Em março de 2015, a equipe do YTS foi informada pelo registro do domínio FRNIC que seu domínio atual YTS. O ER estava congelado e seria suspenso até o final de março. A causa dessa suspensão não era clara, embora a pressão legal dos detentores dos direitos autorais fosse o motivo especulado. Até 20 de março de 2015, o site havia sido movido com sucesso para um novo domínio, o YTS. PARA . 
Em outubro de 2015, o site YIFY foi desativado, sem nenhuma palavra de qualquer equipe ou pessoal conectado ao site, e nenhum novo lançamento do YIFY. Foi confirmado em 30 de outubro de 2015 que o YIFY / YTS foi encerrado permanentemente.   O site foi fechado devido a um processo vindo da MPAA .  Eles entraram com uma ação de vários milhões de dólares contra o operador do site, acusando-o de "facilitar e incentivar a violação maciça de direitos autorais". Esta notícia foi uma surpresa para alguns, como um porta-voz da New Zealand Screen Association que esperaria que o site estivesse operando no Leste Europeu, o caso de outros sites anteriores.  Swery conseguiu sair do tribunal um mês depois, assinando um acordo de não divulgação.  Yiftach não resistiu à ação legal de nenhuma maneira e cooperou com as autoridades, conforme necessário. Em uma AMA do Reddit de 2016, Yiftach justificou esse ditado que nunca pretendia "brigar" e costumava dizer a si mesmo: "Quando alguém pede para você parar corretamente, você para".   
Além disso, a YIFY tinha uma empresa registrada no Reino Unido, intitulada YTS. RE LTD, incorporado em 5 de fevereiro de 2015.  A empresa estava sediada em um escritório virtual em Londres. A empresa foi dissolvida em fevereiro de 2016. 